# Paul Simon

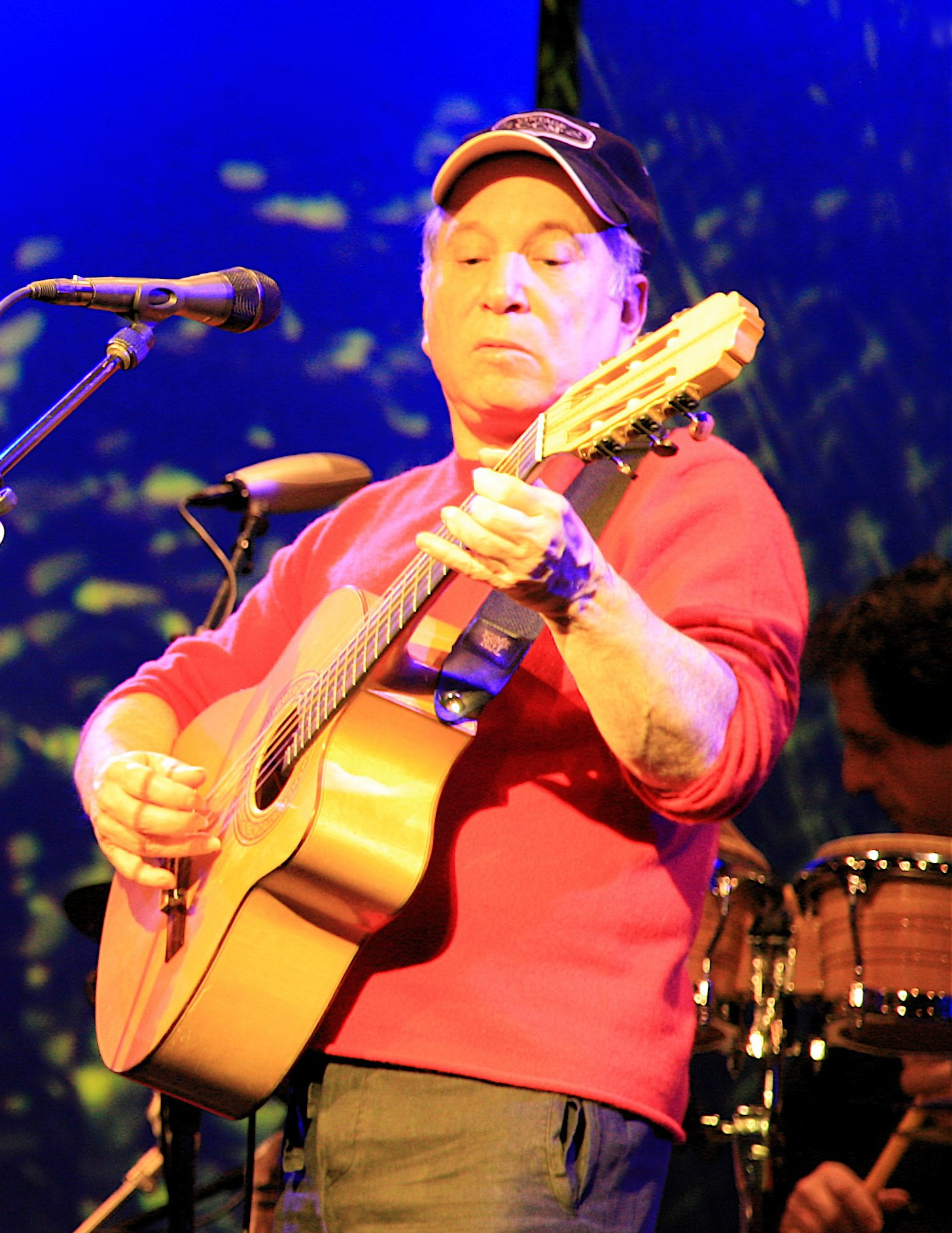
Paul Simon, 2007

Paul Frederic Simon (* 13. Oktober 1941 in Newark, New Jersey) ist ein US-amerikanischer Musiker und Songwriter. Zusammen mit Art Garfunkel bildete er 1957 das Duo Simon & Garfunkel, für das Simon praktisch alle Songs schrieb. Der kommerzielle Durchbruch gelang ihnen 1965 mit dem Lied The Sound of Silence.
Nach der Trennung 1970 begann Simon eine erfolgreiche Solokarriere. Höhepunkt war 1986 das Album Graceland, bei dem er afrikanische Musik mit westlicher Popmusik vereinte. Es war sein kommerziell erfolgreichstes Album, für das er zwei von insgesamt zwölf Grammy Awards erhielt.

## Leben
Paul Simons Vorfahren stammen von ungarischen Juden ab. Er wurde 1941 in Newark geboren und wuchs im New Yorker Stadtteil Queens auf. Wie sein Schulfreund Art Garfunkel schloss er 1959 die High-School ab. Simon studierte daraufhin englische Literatur.
Als Simon 1964 nach England zog, lernte er Kathleen Mary Chitty – in späteren Werken Simons als „Kathy“ bezeichnet – kennen. Er trat in einem Folk-Club auf, wo Chitty die Eintrittskarten verkaufte. Die beiden, er 22 und sie 17 Jahre alt, wurden ein Paar. Im selben Jahr unternahmen sie zusammen eine Bustour durch die USA, von der Chitty früher nach England zurückkehrte als Simon. Als das Lied The Sound of Silence Simon und Garfunkel in den USA zu immer mehr Erfolg und Popularität verhalf, kehrte Simon in seine Heimat zurück, wobei Chitty in England zurückblieb und sich von Simon trennte. Sie wollte sich ihr Privatleben erhalten und nicht Teil des großen Erfolgs Simons werden. Die Werke, in denen Paul Simon Bezug auf „Kathy“ Chitty nimmt, sind Kathy’s Song, America, Homeward Bound, The Late Great Johnny Ace. Auf dem Cover von The Paul Simon Songbook ist ein Bild von Paul Simon und Kathy Chitty zu sehen.
Mit seinem jüngeren Bruder, dem Gitarristen Eddie Simon, gründete Paul Simon 1973 das Guitar Study Center in New York City; es wurde um 2000 in die New School in New York aufgenommen.

## Werdegang

### 1965 bis 1970
Mit zwölf Jahren bekam Simon von seinen Eltern eine Akustikgitarre geschenkt, mit 13 Jahren schrieb er seinen ersten Song (The Girl for Me). Im Frühsommer 1953 lernte er bei den Proben zum Schauspiel Alice im Wunderland Art Garfunkel kennen und bildete mit ihm zunächst das Musiker-Duo Tom & Jerry (nach den gleichnamigen Zeichentrickfiguren). Nach dem ersten Hit im Jahre 1957, Hey, Schoolgirl, bei dem ein Auftritt in einer bekannten Rock-’n’-Roll-Fernsehshow und 2500 Dollar an Tantiemen heraussprangen, widmete Simon sein weiteres Leben ganz der Musik, zunächst in dem erfolglosen Bemühen, mit Rock ’n’ Roll weitere Hits zu landen.
Als True Taylor veröffentlichte er 1958 die Soloplatte True or False. Er veröffentlichte als Student auch unter den Namen Jerry Landis weitere Singles und zwischen 1960 und 1963 als Tico und Mitglied der Doo-Wop-Gruppe Tico & the Triumphs Titel wie seinen ersten Solo-Hit The Lone Teen Ranger (als Jerry Landis, Anfang 1963) und Motorcycle (Tico & the Triumphs, 1962), das als Motorbiene in Deutschland in der Fassung mit Benny Quick zum Hit wurde. Außerdem verwendete er als Komponist einige Male das Pseudonym Paul Kane.
Ab 1963 folgte er dem Folk-Boom und schrieb anspruchsvolle Songs. Seine Texte waren weniger politisch als zum Beispiel die des frühen Bob Dylan, sondern betrachteten mehr die Probleme des einzelnen Menschen. 1964, im Jahr seines Umzugs nach England veröffentlichte Simon (wiederum alias Jerry Landis) dort He Was My Brother. In den USA erschien der nicht in die Charts gelangte Titel unter dem Pseudonym Paul Kane. Im selben Jahr nahmen Simon & Garfunkel, wie sie sich, von dem Produzenten Tom Wilson zusammen mit Art Garfunkel in den USA unter Vertrag genommen, nun nannten, das Album Wednesday Morning, 3 A.M. für Columbia Records auf, das sich aber nur bescheiden verkaufte. Simon trennte sich erneut von seinem Musiker-Partner und zog nach London. Dort wurde er in der Folk-Szene immer mehr zu einer beachteten Größe, zuletzt mit Gagen von 20 Pfund pro Abend, von denen er gut leben konnte.

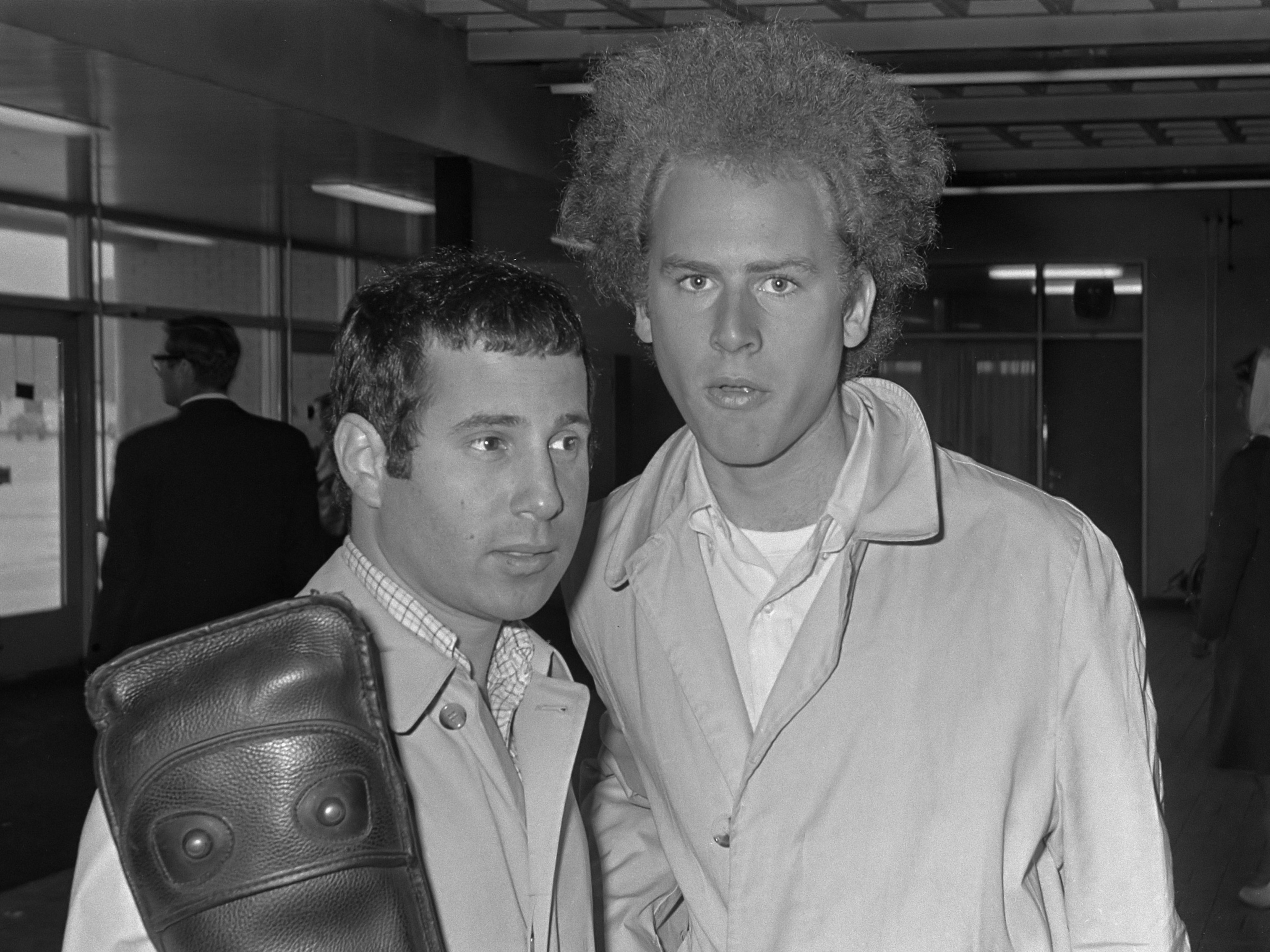
Simon (links) & Garfunkel, 1966

Es folgten Radiosendungen, ein Fernsehauftritt sowie sein erstes Soloalbum Songbook in Zusammenarbeit mit der BBC, das allerdings auch kein bahnbrechender Erfolg wurde. Jedoch wurde die Elektro-Folk-Rock-Bearbeitung des Titels The Sound of Silence von Tom Wilson plötzlich zum Hit für Simon & Garfunkel.
Simon kehrte wieder in die USA zurück und begann mit Garfunkel am Album Sound of Silence zu arbeiten, das neben der Neufassung des gleichnamigen Single-Hits auch Homeward Bound und I Am a Rock enthalten sollte.

### Nach 1970
1970 trennte sich das Duo. 1972 veröffentlichte er das Album Paul Simon, aus dem drei Singles ausgekoppelt wurden. Die erfolgreichste Mother and Child Reunion wurde sowohl in den USA als auch in Großbritannien ein Top-10-Hit. Im selben Jahr erschien die Single Duncan, eine Chartplatzierung konnte Simon jedoch nicht verbuchen. Das Album lässt sich am besten im Folkrock-Genre einordnen, allerdings deuten Lieder wie der Titelsong Mother and Child Reunion und Me and Julio Down by the Schoolyard bereits auf Simons Faszination für Weltmusik hin, die er später stärker auslebte.
Während der 1970er Jahre veröffentlichte er zwei weitere Alben (There Goes Rhymin’ Simon und Still Crazy After All These Years) und hatte bis zum Jahre 1977 fünf Singles in den US-Top-10, davon wurden drei zu Millionen-Sellern (Loves Me Like Rock, 50 Ways to Leave Your Lover und Slip Slidin’ Away). Still Crazy After All These Years wurde außerdem 1976 mit dem Grammy Award als Album des Jahres ausgezeichnet.

### Nach 1975

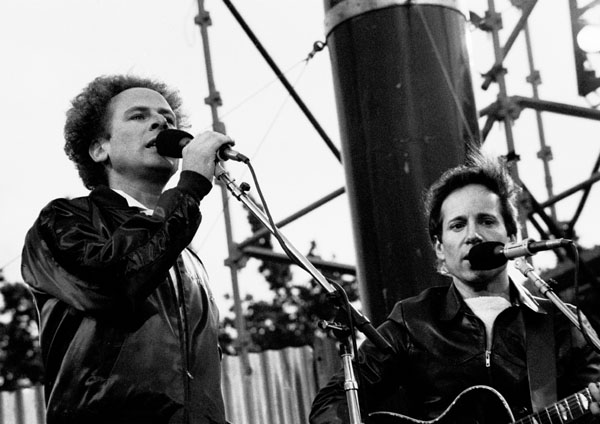
Paul Simon (rechts) mit Art Garfunkel, 1981

Nachdem Simon bereits im Jahre 1977 einen Kurzauftritt in Woody Allens Film Der Stadtneurotiker gehabt hatte, kam im Jahre 1980 der Film One-Trick Pony in die Kinos. Für diesen Film schrieb er das Drehbuch und den Soundtrack und spielte außerdem die Hauptrolle. Der Film floppte allerdings. In Deutschland kam er gar nicht erst in die Kinos, sondern lief einige Jahre später unter dem Titel Wenn die Lichter verlöschen im Fernsehen. Auch das dazugehörige Album erreichte trotz des Top-10-Hits Late in the Evening nicht die früheren Verkaufszahlen, erlangte aber Goldstatus.
Am 19. September 1981 gaben Simon & Garfunkel im New Yorker Central Park ein Konzert, das als The Concert in Central Park bekannt wurde. Es war ein Beitrag der beiden Musiker zur Sanierung des heruntergekommenen Stadtparks im Zentrum Manhattans. Zu dem Benefizkonzert kamen bei freiem Eintritt mehr als eine halbe Million Zuschauer. Es markierte gleichzeitig die vorübergehende Wiedervereinigung von Paul Simon und Art Garfunkel nach mehrjähriger Trennung.
Den kommerziellen Tiefpunkt seiner Karriere erreichte Simon 1983 mit dem Album Hearts and Bones. Ursprünglich als Duett-Album geplant, brachte es Simon wegen Meinungsverschiedenheiten mit Garfunkel allein heraus. Obwohl alle Aufnahmen mit Garfunkel fertig waren, nahm Simon das Album nochmals solo auf und veröffentlichte es, ohne weiter Werbung dafür zu machen.

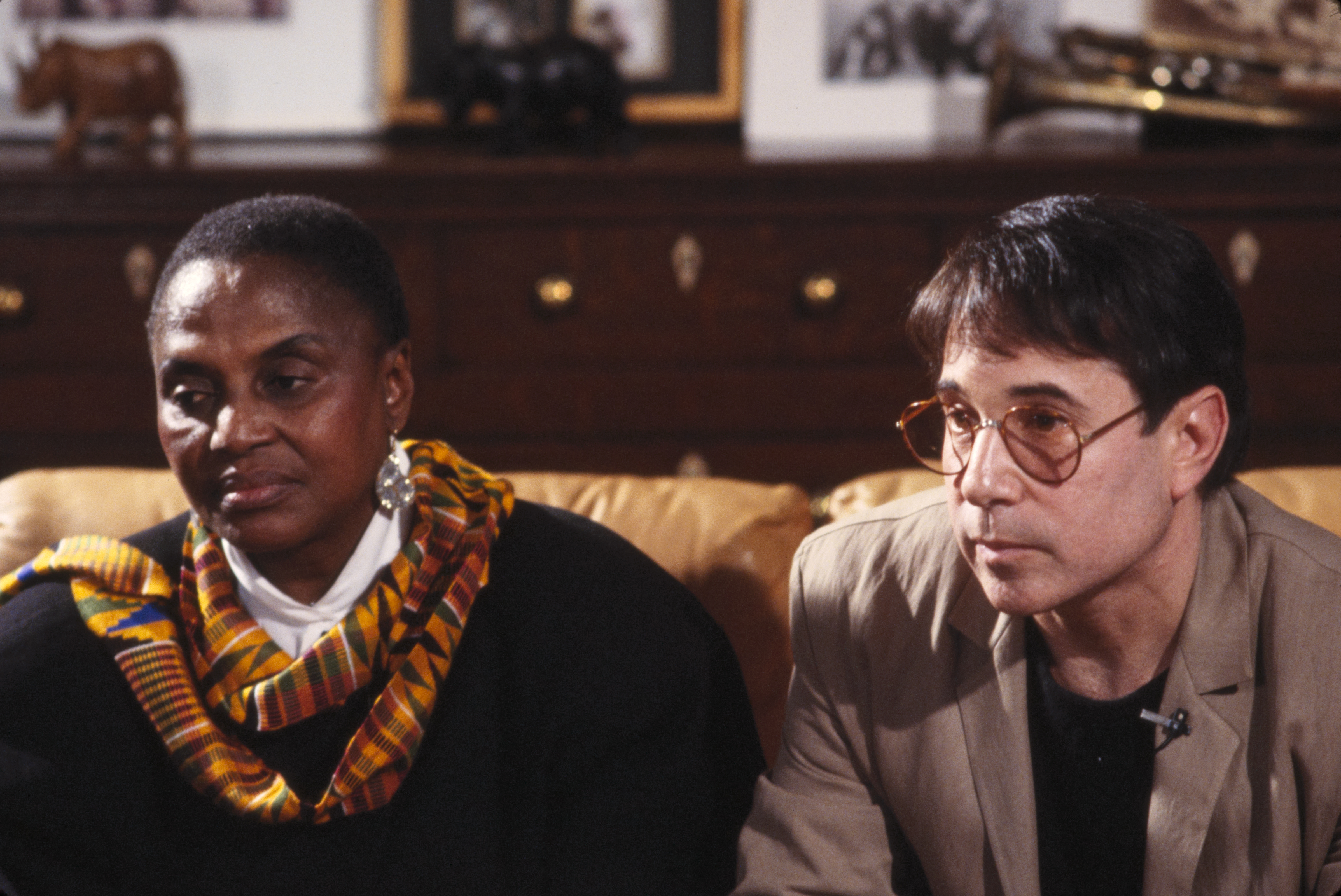
Miriam Makeba und Paul Simon (1986)

### Nach 1985
1986 kehrte Simon zurück. Für das südafrikanisch beeinflusste Album Graceland, an dem neben Ladysmith Black Mambazo, Los Lobos und Stimela auch Youssou N’Dour (an den Percussions bei Diamonds on the Soles of Her Shoes) und Morris Goldberg mitwirkten, bekam Simon zwei Grammy Awards. Die Platte war ein großer Erfolg und erreichte Platz 3 in den US-Album-Charts. Allerdings wurde Simon beschuldigt, den kulturellen Boykott gegen Südafrikas Apartheidsregime missachtet zu haben. Das Anti-Apartheid-Komitee der Vereinten Nationen teilte diese Meinung jedoch nicht, da das Album das Talent schwarzer Künstler repräsentiere. Außerdem warfen ihm einige Schwarze vor, ihre Kultur zu missbrauchen, um damit Geld zu verdienen. Bei einem Konzert in Südafrika gab es sogar Morddrohungen, falls er auftreten sollte; das Konzert fand trotzdem statt.

### Nach 1990
1990 wurde das Nachfolgealbum The Rhythm of the Saints veröffentlicht, für das sich Simon in Brasilien aufhielt. Das Album spiegelte das wider; so wirkt bei der Hit-Auskopplung The Obvious Child die Gruppe Olodum mit, bei mehreren anderen Liedern Naná Vasconcelos. Im August 1991 gab Simon ein Gratiskonzert im New Yorker Central Park vor ca. 750.000 Besuchern.
Das 1997/98 erschienene Musical The Capeman war kein kommerzieller Erfolg. Das dazugehörige Album Songs from the Capeman erreichte in der US-Albumhitparade des Billboard-Magazins Platz 42.

### Ab 2000
Im Jahre 2000 wurde das Album You’re the One veröffentlicht. Das Pariser Konzert der dazugehörigen Tournee wurde gefilmt und ist auf DVD erhältlich. Im Herbst 2003 vereinigten sich Paul Simon und Art Garfunkel erneut und starteten die erfolgreiche Old-Friends-Tournee durch Nordamerika. Im Sommer 2004 wurde diese auch nach Europa ausgedehnt. Im Juli 2004 fand in Rom vor 600.000 Zuschauern ein Gratis-Abschlusskonzert statt.
Im Mai 2006 erschien Simons Album Surprise bei Warner Music. Es enthielt elf neue Lieder, unter anderen den bereits 2002 auf einem Soundtrack erschienenen Titel Father and Daughter. Die Lieder wurden zwischen den Jahren 2002 und 2005 geschrieben und zusammen mit Brian Eno produziert.

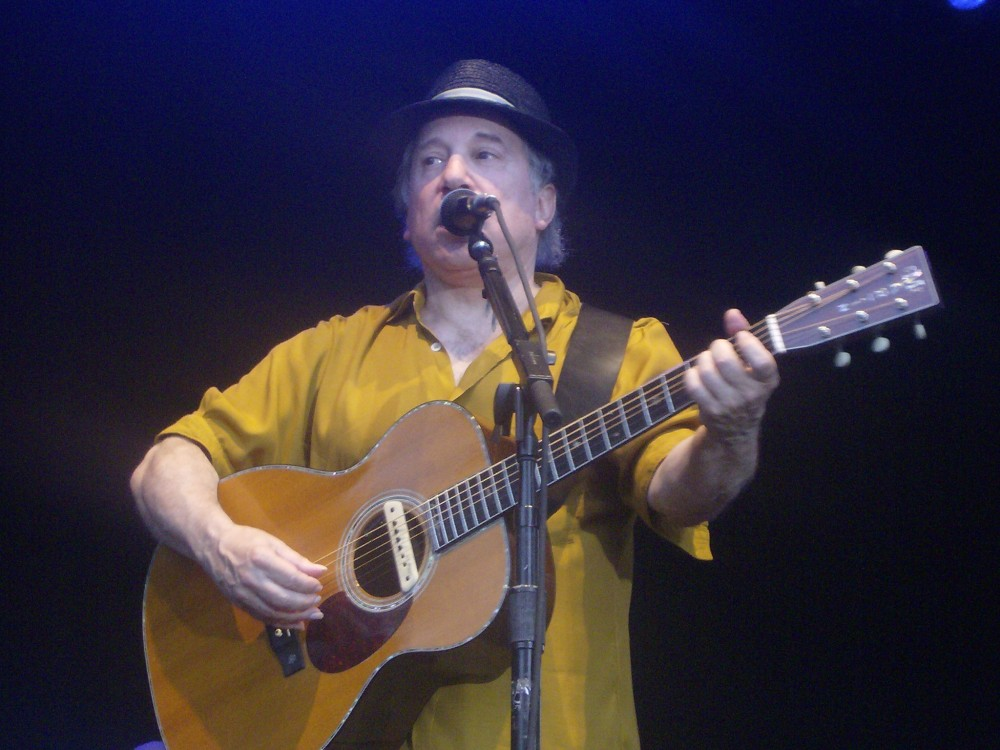
Simon bei einem Live-Auftritt in Mainz, 25. Juli 2008

Paul Simon gab im April 2008 mehrere Konzerte in Brooklyn unter dem Titel Love in Hard Times: The Music of Paul Simon. Im Juli 2008 war er auf Europatour. Zusammen mit Garfunkel ging Simon 2009 als Simon & Garfunkel auf Tour durch Australien, Neuseeland und Japan. Im April 2011 kam sein Album So Beautiful or so What auf den Markt. Es folgt von April bis Juli eine Welttournee durch Nordamerika und Europa.
Peter Gabriel coverte auf dem 2010 erschienenen Studioalbum mit dem Namen Scratch My Back das Lied The Boy in the Bubble von Paul Simon in einer orchestralen Fassung. Dieser coverte daraufhin auf dem im Jahr 2013 erschienenen Kompilations-Album des Folgeprojektes And I’ll Scratch Yours das Lied Biko von Peter Gabriel.
Im Dezember 2012 sang Simon für die Opfer des Amoklaufes an der Sandy Hook Elementary School seinen Song Sound of Silence auf der Beerdigung eines Opfers. 2016 schrieb er die Titelmusik für die Webserie Horace and Pete des Komikers Louis C.K.
Von Februar 2014 bis April 2015 ging Simon zusammen mit Sting mit dem Projekt Paul Simon & Sting: On Stage Together auf Tournee, um sowohl gemeinsam als auch einzeln ihre bekanntesten Songs zu präsentieren.
Im Februar 2018 gab Simon das Ende seiner Konzertlaufbahn und den Rückzug ins Privatleben bekannt. Eine Abschiedstournee durch die Vereinigten Staaten, Nordeuropa und das Vereinigte Königreich endete mit einem letzten Konzert am 22. September 2018 in New York. Simon behält sich vor, auch danach noch vereinzelt zu wohltätigen Zwecken aufzutreten. 2018 wurde das Album Graceland als Remix-Album neu veröffentlicht. Die Platte Graceland: The Remixes war in den US-Dance-Charts erfolgreich. Das Projekt war mit Simons Zustimmung initiiert und über seinen YouTube-Account verbreitet worden. Parallel zu seinem Bühnenabschied veröffentlichte er Anfang September sein 13. Studioalbum In the Blue Light. Es enthält Neubearbeitungen von älteren Songs. Im März 2021 gaben Sony Music und Paul Simon bekannt, dass Sony Music Publishing die Rechte an Simons Werken gekauft habe. Die Kaufsumme wurde nicht genannt.
Mit Seven Psalms veröffentlichte Simon 2023 ein weiteres Album.
Der Dokumentarfilmer Alex Gibney veröffentlichte 2023 die Dokumentation In Restless Dreams: The Music of Paul Simon über Simon.

## Ehrungen und Einfluss

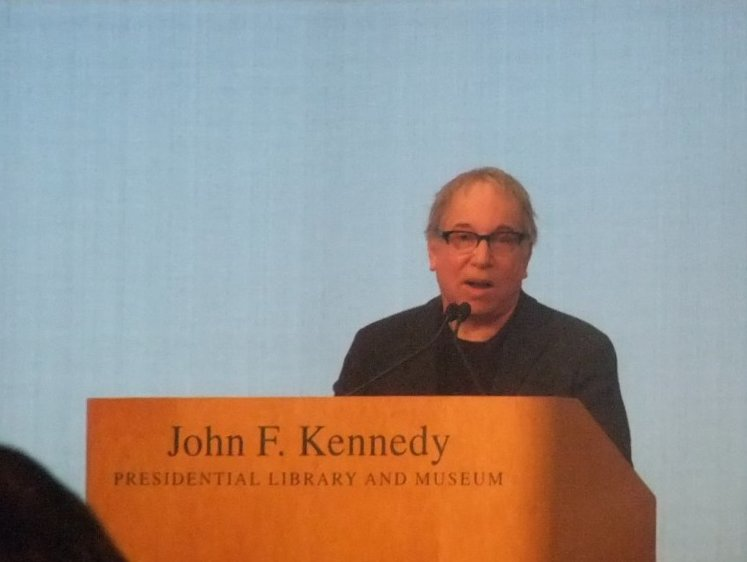
Simon ehrt die Musiker Leonard Cohen und Chuck Berry, die am 26. Februar 2012 in der John F. Kennedy Presidential Library and Museum mit den ersten jährlichen PEN Awards für herausragende Leistungen im Bereich Songwriting ausgezeichnet wurden

2001 wurde Simon auch solo in die Rock and Roll Hall of Fame aufgenommen, obwohl das Duo Simon & Garfunkel schon vertreten war. 2003 wurde er sowohl für den Oscar als auch für den Golden Globe mit dem Song Father and Daughter aus dem Kinderfilm Die Abenteuer der Familie Stachelbeere nominiert.
Insgesamt bekam er zwölf Grammys, davon dreimal den wichtigsten Grammy für das Album des Jahres (Bridge over Troubled Water, 1970 mit Garfunkel, Still Crazy After All These Years, 1975 und Graceland, 1986), sowie ebenfalls dreimal den nächstwichtigen Grammy für die Single des Jahres (Mrs. Robinson, 1968 mit Garfunkel, Bridge over Troubled Water, 1970 mit Garfunkel, sowie Graceland, 1987).
Er bekam auch zwei BRIT Awards, den einen 1977 für das Album Bridge over Troubled Water mit Art Garfunkel, ausgezeichnet als Best international Album, den anderen 1987 für Graceland, ausgezeichnet als Best international solo artist. Im Mai 2006 wurde Simon vom amerikanischen Magazin Time zu einer der in diesem Jahr 100 wichtigsten lebenden Persönlichkeiten der Welt gewählt.
Im Mai 2007 wurde er von der Library of Congress zum ersten Träger des neuen Gershwin-Preises gewählt und geehrt. Zur Preisverleihung am 23. Mai 2007 in Washington spielten unter anderem Stevie Wonder, James Taylor und Alison Krauss. 2011 wurde er in die American Academy of Arts and Sciences gewählt. 2012 erhielt Paul Simon den Polar Music Prize, zusammen mit Yo-Yo Ma.
Der Rolling Stone listete Simon auf Rang acht der 100 größten Songwriter sowie auf Rang 93 der 100 größten Gitarristen aller Zeiten.

## Markenzeichen
Simon ist Linkshänder, spielt seine Gitarre aber mit rechts. Der Gitarrenhersteller Martin Guitar hat Paul Simons Namen in zwei Gitarrenmodellen verewigt (Martin PS2 Paul Simon und Martin OM-42PS Paul Simon). Simon spielt fast ausschließlich Martin-Gitarren, während er zum Begleiten der Band fast immer eine schwarze Yamaha-Gitarre benutzt (unter anderem im Jahr 1991 beim Graceland Africa Concert), die mittlerweile zu seinen Erkennungsmerkmalen gehört. In den 1980er Jahren, so etwa beim Konzert im Central Park und der darauf folgenden Tour durch Europa, spielte er eine schwarze Ovation-Gitarre.

## Politik
Beim V. Festival Internacional da Canção, einem Schlagerwettbewerb, der im Oktober 1970 in Rio de Janeiro stattfand, erklärte der als Juror verpflichtete Simon bereits vorab, dass er Deutschland keine Punkte geben werde. Die deutsche Vertreterin, die damals fünfzehnjährige Marianne Rosenberg, ist die Tochter des prominenten Auschwitz-Überlebenden Sinto Otto Rosenberg, was damals allerdings nicht bekannt war.
1990 war Simon als offizieller Wahlbeobachter bei den ersten demokratischen Wahlen nach dem Zusammenbruch des Ostblocks in der Tschechoslowakei. Er beteiligte sich am Wahlkampf von Chris Dodd, einem Mitglied der Demokratischen Partei der Vereinigten Staaten. Seit längerer Zeit spielte Simon auf verschiedenen Wahlkampfveranstaltungen demokratischer Politiker. Er stand unter anderem mit seinem Namensvetter Paul M. Simon und mit Al Gore auf der Bühne. Im Oktober 2007 bezeichnete er George W. Bushs Weigerung, für die Organisation SCHIP (State Children's Health Insurance Program) Geld zur dringenden Unterstützung von Kindern zur Verfügung zu stellen, als „herzlose Tat“.
Simon nahm zuletzt an den öffentlichen Debatten über die Klimakrise und das Artensterben teil. Inspiriert von Veröffentlichungen des Biologen Edward O. Wilson sagte Simon:
„Einfach ausgedrückt: Wenn wir den Klimawandel nicht umkehren, der den Meeresspiegel ansteigen und Dürren und Überschwemmungen chronisch werden lässt, dann werden die Folgen zu einem Zusammenbruch der vielen Ökosysteme führen, die Heimat sind für alle für das Bestehen des Lebens notwendigen lebenden Geschöpfe und Pflanzen.“ 

In den letzten Jahren wurde die Umweltfrage zu Simons Leitthema, und er spendete die Einnahmen seiner letzten Touren an Umweltschutzorganisationen.

## Privates
Mit seiner ersten Ehefrau Peggy Harper war Paul Simon von 1969 bis 1975 verheiratet. Das Lied Train in the Distance auf Simons Album Hearts and Bones handelt von dieser Beziehung. In dem Lied Run That Body Down von 1972 wird Peggy als „Peg“ in der zweiten Strophe benannt. Die beiden haben einen Sohn, Harper Simon (* 1972), der als Gitarrist beim Album Songs from the Caveman seines Vaters mitwirkte.
Zwischenzeitlich war er zwei Jahre mit Shelley Duvall liiert. Beide hatten sich bei den Dreharbeiten zu Woody Allens Film Der Stadtneurotiker kennengelernt. Die zweite Ehe, mit Carrie Fisher, bestand von 1983 bis 1984. Ein Jahr nach der Trennung kamen beide nochmals für einige Jahre zusammen. Die Beziehung inspirierte die Songs Hearts and Bones (1982), Graceland (1985) und She Moves On (1990).
Paul Simon und seine dritte Ehefrau, die texanische Singer-Songwriterin Edie Brickell, sind seit Mai 1992 verheiratet. Mit ihr hat er zwei Söhne, geboren 1992 und 1998, und eine Tochter (* 1995). Simon lebte viele Jahre in Montauk, einer Kleinstadt auf Long Island, bevor er 2002 nach New Canaan in Connecticut zog. 2022 verkaufte er sein dortiges Anwesen für 9,2 Millionen US-Dollar an den Schauspieler Richard Gere. Seit ihrem Wegzug aus Connecticut leben Simon und seine Frau in Wimberley, Texas.

## Diskografie
Studioalben

| Jahr | Titel                             | Höchstplatzierung, Gesamtwochen, AuszeichnungChartplatzierungen (Jahr, Titel, Platzierungen, Wochen, Auszeichnungen, Anmerkungen) | Höchstplatzierung, Gesamtwochen, AuszeichnungChartplatzierungen (Jahr, Titel, Platzierungen, Wochen, Auszeichnungen, Anmerkungen) | Höchstplatzierung, Gesamtwochen, AuszeichnungChartplatzierungen (Jahr, Titel, Platzierungen, Wochen, Auszeichnungen, Anmerkungen) | Höchstplatzierung, Gesamtwochen, AuszeichnungChartplatzierungen (Jahr, Titel, Platzierungen, Wochen, Auszeichnungen, Anmerkungen) | Höchstplatzierung, Gesamtwochen, AuszeichnungChartplatzierungen (Jahr, Titel, Platzierungen, Wochen, Auszeichnungen, Anmerkungen) | Anmerkungen |
| Jahr | Titel                             | DE | AT | CH | UK | US | Anmerkungen |
| ---- | --------------------------------- | --- | --- | --- | --- | --- | --- |
| 1965 | The Paul Simon Songbook           | — | — | — | — | — | Erstveröffentlichung: 1965 |
| 1972 | Paul Simon                        | DE37 (20 Wo.)DE | — | — | UK1 (24 Wo.)UK | US4 Platin · (36 Wo.)US | Erstveröffentlichung: 24. Januar 1972 Produzenten: Paul Simon, Roy Halee Platz 268 der Rolling-Stone-500 (2009)                                        |
| 1973 | There Goes Rhymin’ Simon          | — | — | — | UK4 Gold · (22 Wo.)UK | US2 Platin · (48 Wo.)US | Erstveröffentlichung: 5. Mai 1973 Produzenten: Paul Simon, Phil Ramone, Muscle Shoals Rhythm Section Platz 267 der Rolling-Stone-500 (2003)            |
| 1975 | Still Crazy After All These Years | — | — | — | UK6 Gold · (31 Wo.)UK | US1 Gold · (40 Wo.)US | Erstveröffentlichung: 25. Oktober 1975 2× Grammy (Album des Jahres / Bester Popsänger) Produzenten: Paul Simon, Phil Ramone Rock and Roll Hall of Fame |
| 1980 | One-Trick Pony                    | — | — | — | UK17 Silber · (12 Wo.)UK | US12 Gold · (26 Wo.)US | Erstveröffentlichung: 12. August 1980 Produzenten: Paul Simon, Phil Ramone                                                                             |
| 1983 | Hearts and Bones                  | DE51 (5 Wo.)DE | — | CH25 (1 Wo.)CH | UK34 (8 Wo.)UK | US35 (18 Wo.)US | Erstveröffentlichung: 4. November 1983 Produzenten: Paul Simon, Russ Titelman, Roy Halee                                                               |
| 1986 | Graceland                         | DE2 ×3Dreifachgold · (59 Wo.)DE                                                                                                   | AT3 (30 Wo.)AT | CH1 Gold · (43 Wo.)CH | UK1 ×8Achtfachplatin · (163 Wo.)UK                                                                                                | US3 ×5Fünffachplatin · (105 Wo.)US                                                                                                | Erstveröffentlichung: 25. August 1986 Verkäufe: + 14.000.000 Grammy (Album des Jahres) Produzent: Paul Simon Platz 71 der Rolling-Stone-500 (2009)     |
| 1990 | The Rhythm of the Saints          | DE11 Gold · (26 Wo.)DE | AT4 Gold · (14 Wo.)AT | CH3 Gold · (16 Wo.)CH | UK1 ×2Doppelplatin · (28 Wo.)UK                                                                                                   | US4 ×2Doppelplatin · (53 Wo.)US                                                                                                   | Erstveröffentlichung: 16. Oktober 1990 Produzent: Paul Simon                                                                                           |
| 1997 | Songs from The Capeman            | DE26 (11 Wo.)DE | — | CH49 (1 Wo.)CH | UK83 (2 Wo.)UK | US42 (11 Wo.)US | Erstveröffentlichung: 16. November 1997 Produzent: Paul Simon                                                                                          |
| 2000 | You’re the One                    | DE17 (4 Wo.)DE | AT30 (3 Wo.)AT | CH40 (6 Wo.)CH | UK20 Silber · (6 Wo.)UK | US19 Gold · (21 Wo.)US | Erstveröffentlichung: 3. Oktober 2000 Produzent: Paul Simon                                                                                            |
| 2006 | Surprise                          | DE37 (4 Wo.)DE | AT72 (1 Wo.)AT | CH55 (3 Wo.)CH | UK4 Gold · (8 Wo.)UK | US14 (13 Wo.)US | Erstveröffentlichung: 9. Mai 2006 Produzent: Paul Simon                                                                                                |
| 2011 | So Beautiful or so What           | DE20 (6 Wo.)DE | AT13 (6 Wo.)AT | CH21 (6 Wo.)CH | UK6 Silber · (6 Wo.)UK | US4 (16 Wo.)US | Erstveröffentlichung: 8. April 2011 Produzenten: Paul Simon, Phil Ramone                                                                               |
| 2016 | Stranger to Stranger              | DE14 (5 Wo.)DE | AT7 (7 Wo.)AT | CH9 (6 Wo.)CH | UK1 Silber · (8 Wo.)UK | US3 (6 Wo.)US | Erstveröffentlichung: 3. Juni 2016 Produzent: Paul Simon, Roy Halee                                                                                    |
| 2018 | In the Blue Light                 | DE36 (2 Wo.)DE | AT29 (3 Wo.)AT | CH14 (2 Wo.)CH | UK10 (2 Wo.)UK | US70 (1 Wo.)US | Erstveröffentlichung: 7. September 2018 |
| 2023 | Seven Psalms                      | DE69 (1 Wo.)DE | — | CH38 (3 Wo.)CH | UK28 (1 Wo.)UK | US153 (1 Wo.)US | Erstveröffentlichung: 19. Mai 2023 |

grau schraffiert: keine Chartdaten aus diesem Jahr verfügbar